# Bagganadu Kaval, Hiriyur
Bagganadu Kaval là một làng thuộc tehsil Hiriyur, huyện Chitradurga, bang Karnataka, Ấn Độ.